# Koos van de Griend
Jacobus (Koos) van de Griend (Kampen, 11 december 1905 - Amsterdam, 12 januari 1950) was een Nederlands componist.

## Levensloop
Hij was zoon van lyceumonderwijzer en amateurmusicus Jacobus van de Griend en Johanna Petronella Bunk. Koos van de Griend was neef van musicus Gerard Bunk. Hij was zelf in 1937 getrouwd met Johanna Geertruida (Annie) van Zurk. Het echtpaar woonde enige tijd aan de Ferdinand Bolstraat in Amsterdam. Begin 1950 overleed Van de Griend op 44-jarige leeftijd onverwacht aan een hartinfarct. Hij werd begraven op Zorgvlied.
In eerste instantie zag het er niet naar uit dat hij de muziek zou ingaan. Zijn ouders vonden een “normale” opleiding belangrijker. Hij bezocht het plaatselijk gymnasium en studeerde wiskunde aan de Universiteit van Amsterdam. Tegelijkertijd studeerde hij viool bij Ferdinand Helmann en piano/muziektheorie bij Evert Cornelis, die hem meer als toekomstig dirigent zag. Tijdens die studie kwam ook zijn eerste werk, een Lustrummars voor het studentenorkest. Na zijn doctoraal vertrok hij naar Duitsland om muziek te studeren in Keulen (Hochschule für Musik und Tanz Keulen) en Berlijn (Universiteit voor de Kunsten bij Julius Pruwer, onder andere dirigent bij het Berliner Philharmoniker). Hij studeerde in 1932 af als dirigent van het orkest van de toen nog academie in de concertzaal aldaar. Een jaar later gaf hij leiding aan het Residentieorkest tijdens een middagconcert in het Kurhaus. Hij keerde terug naar Nederland vanwege de opkomst van de nationaalsocialisten. Hij vertrok voor korte duur naar de Verenigde Staten, maar moest terugkeren voor het vervullen van zijn dienstplicht. Hij componeerde onder meer de filmmuziek voor De Maasbruggen van Paul Schuitema (1937). In datzelfde jaar leidde hij het Concertgebouw, waarbij hij zijn eigen Vioolconcert dirigeerde met solist Andries Roodenburg. Tijdens de Tweede Wereldoorlog gaf hij leiding aan de Stedelijke Muziekschool Eindhoven, terwijl hij ook enige tijd was ondergedoken. Na de Tweede Wereldoorlog werkte hij als componist voor de afdeling Luisterspelen van de Nederlandse radio. Hij specialiseerde zich in filmmuziek en muziek voor hoorspelen. Zeer bekend is daarbij zijn herkenningsmelodie voor de AVRO-hoorspelserie Paul Vlaanderen. Van de Griend schreef ook muziek voor amateurorkest en harmonieorkest. Minder publiek succes had hij met zijn andere, meer ambitieuze composities. Zo componeerde hij onder meer twee symfonieën (de tweede onvoltooid), kamermuziek en twee declamatoria, "al was hij zich wel ervan bewust, dat niemand erop wachtte". Toch ontving hij voor diverse werken prestigieuze prijzen en kreeg hij regelmatig compositieopdrachten. Hij was tevens muziekrecensent voor het Algemeen Handelsblad.

## Werkenlijst
- Capriccio voor piano (1927)
- Trio voor hobo, klarinet en fagot (1929)
- Sonate voor viool en piano (1929)
- Sonatine voor piano (1930)
- Strijkkwartet nr. I (1931)
- Strijkkwartet nr. II (1932)
- Vier Orchesterstücke (1932)
- Concertino voor piano en orkest (1932)
- Vioolconcert (1933)
- Strijkkwintet (1934)
- Fantasie en fuga voor orgel (1936)
- Celloconcert (1937)
- De Maasbruggen, muziek bij de film van Paul Schuitema (1937)
- Tema con variazioni voor viool en piano (1938)
- Kleine suite voor viool en cello (1938)
- Concertouverture (1941)
- 6 concert-etudes voor harmonieorkest (1941)
- 't Ros Beyaert doet sijn ronde voor orkest (1943)
- Strijkkwartet nr. III (1943)
- Zes doorvoeringen voor klein symfonieorkest (1944)
- Partisanenlied, filmmuziek bij de film van Paul Schuitema (1946)
- Suite voor lekenorkest (1946) - in opdracht van de Stichting Jeugd en Muziek
- Strijktrio (1947) - bekroond door de gemeente Amsterdam
- Symphonie in C (1947, een weerklank van de Tweede Wereldoorlog, première 1 juni 1950 door het Gelders Orkest onder leiding van Jan Out in Musis Sacrum, op 8 september 1955 gespeeld door het Concertgebouworkest onder leiding van Eduard van Beinum)[2]
- Vijf kleine parades voor harmonieorkest (1947) - in opdracht van de Koninklijke Militaire Kapel
- Oinou hena stalagmon (Een druppel wijns), cantate op het gedicht van J.H. Leopold, voor declamatie, solozangers, koor en orkest (1947) - in opdracht van het Amsterdams Studentenorkest J.Pzn. Sweelinck
- Willem van Nassouw, declamatorium op de tekst van het Wilhelmus, voor vrouwenstem, mannenstem en orkest (1948) - bekroond door de Nederlandse regering
- Vier weverkens, bewerking voor driestemmig vrouwen- of jongenskoor (1948)
- Kwartet voor 4 hoorns (1949)
- Drie stukken voor schoolorkest (1949) - in opdracht van de Stichting Jeugd en Muziek
- Speelmuziek voor drie sopraanblokfluiten in C majeur (1950)
- Symphonie II (1950) – onvoltooid, alleen het eerste deel was af
- Luctor et Emergo, symfonisch gedicht (z.j.) - onvoltooid
- Apocalyps, oratorium, gebaseerd op het Boek der Openbaringen - onvoltooid

- International Standard Name Identifier: 0000 0000 4626 9815
- Library of Congress Control Number: no2007001348
- Nationale Bibliotheek van Israël: 987007396517805171
- Nederlandse Thesaurus van Auteursnamen: 10426036X
- Virtual International Authority File: 36685324
- WorldCat: E39PBJmtv7pvqr9wbFFh6g7bVC